# Fort Bliss

Lage des Kasernengeländes von Fort Bliss (rot) und El Paso (grau) im El Paso County. Die zugehörigen Übungsgelände erstrecken sich nach Nordosten bis über die Staatsgrenze nach New Mexico hinein.

Fort Bliss ist die Bezeichnung eines Standorts der US Army in El Paso, Texas. Der Stützpunkt wurde nach William Wallace Smith Bliss benannt, der heute auf dem Fort-Bliss-Nationalfriedhof innerhalb des Kasernengeländes begraben liegt. Fort Bliss ist nach Ende der Nutzung der Holloman Air Force Base (etwa 150 Kilometer nördlich, in New Mexico) größter Auslandsstandort der deutschen Luftwaffe.

## Kasernengelände

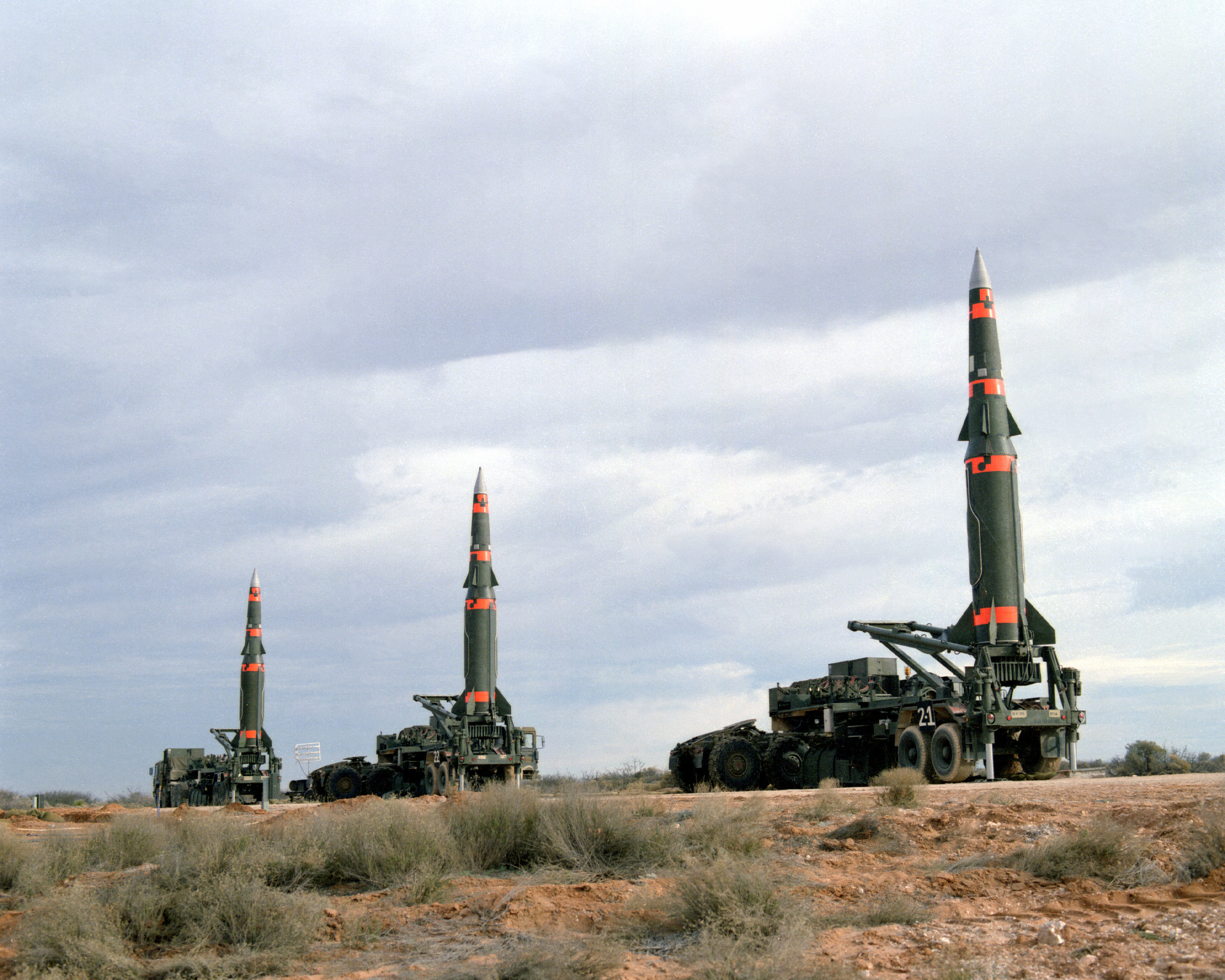
Pershing II-Raketen auf dem Truppenübungsplatz «McGregor Range»

Das eigentliche Kasernengelände liegt teilweise auf dem Stadtgebiet von El Paso und beherbergt derzeit vor allem Ausbildungseinrichtungen der Flugabwehr-Artillerie- und Flugabwehrraketenverbände der US Army (6. Luftabwehrbrigade).
Das nahegelegene großräumige Übungsgelände im Nordosten und Osten dient den in Fort Bliss stationierten Einheiten als Manövergelände. An das Kasernengelände schließt sich nach Norden die Test- und Schießgelände White Sands Missile Range an, wo unter anderem Waffentests und Scharfschießen mit Flugabwehr- und Artillerieraketen stattfinden. Zu Fort Bliss gehören weiterhin die Truppenübungsplätze «McGregor Range» und «Dona Ana Range», die sich bis nach New Mexico erstrecken und als Raketentestgelände und Manövergebiete dienen. Bei insgesamt etwa 4532 km² Fläche – knapp größer als das Ruhrgebiet – verfügt Fort Bliss mit rund 4015 km² Übungsgelände über den größten Truppenübungsplatz der US Army.
Vom Standort aus verwaltet die US-Army das 2023 ausgewiesene Castner Range and Castner Range National Monument.

## Stationierte Verbände
Aufgrund der zurzeit laufenden Heeresreform der US Army wird Fort Bliss zurzeit als Militärbasis massiv ausgebaut. Die Anzahl der dort stationierten Truppen wird von 13.742 auf 39.569 im Jahre 2012 angestiegen sein.

### Verbände der US Army
Zurzeit sind in Fort Bliss folgende Großverbände der US Army stationiert:
- 1st US Armored Division (1. Panzerdivision)
  - 1st Heavy Brigade Combat Team (HBCT)
  - 2nd Heavy Brigade Combat Team (HBCT)
  - 3rd Infantry Brigade Combat Team (IBCT)
  - 4th Heavy Brigade Combat Team (HBCT)
  - Combat Aviation Brigade
- 212th Fires Brigade (Artilleriebrigade)
- 15th Sustainment Brigade (Logistikbrigade)
- 32nd Army Air and Missile Defense Command
  - 11th Air Defense Artillery Brigade

Bis Ende 2011 werden folgende Einheiten in Fort Bliss neu aufgestellt:
- 1st US Armored Division
  - 5. Heavy Brigade Combat Team (HBCT)

### Deutsches Truppenkontingent

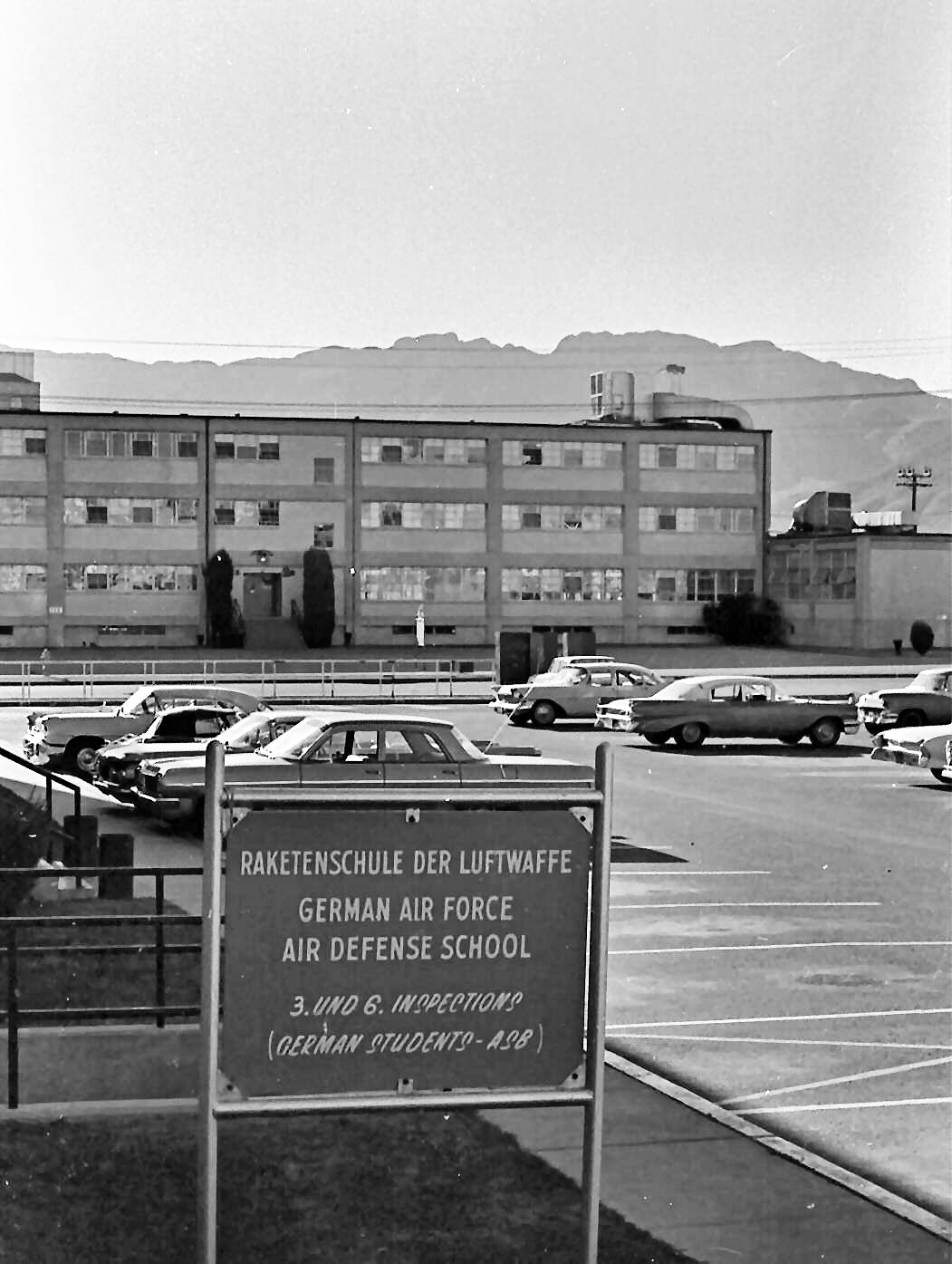
Schild vor der deutschen Raketenschule, 1968

In Fort Bliss befand sich von 1966 bis 2013 das Deutsche Luftwaffenkommando USA/Kanada (DtLwKdoUSCA) sowie das Taktische Aus- und Weiterbildungszentrum FlaRakLw USA der Bundeswehr, an dem die Ausbildung deutscher Luftwaffensoldaten an den Flugabwehrraketensystemen HAWK, Nike und Patriot durchgeführt wurde. Neben dem Luftwaffenkommando nutzte auch das deutsche Kommando Spezialkräfte dort gegebene Trainingsmöglichkeiten für Einsätze in Wüstengebieten.
Am 16. Februar 2012 gab Bundesverteidigungsminister Thomas de Maizière bekannt, dass die Ausbildung am Patriot-Raketenabwehrsystem ins schleswig-holsteinische Husum umziehen wird. Im Vorfeld wurde das Taktische Aus- und Weiterbildungszentrum für Flugabwehrraketen aufgelöst und als Ausbildungszentrum dem FlaRak Geschwader in Husum unterstellt.
Scharfe Raketentests finden seit 2012 auf der griechischen Insel Kreta statt. Das deutsche Luftwaffenkommando, das die Ausbildung von Bundeswehrpiloten in Nordamerika koordiniert, wurde am 30. September 2013 aufgelöst.
- Deutsches Luftwaffenkommando USA/Kanada (DtLwKdo USCA)
  -  Taktisches Aus- und Weiterbildungszentrum Flugabwehrraketen der Luftwaffe USA (TaktAusbWbZ FlaRakLw USA)

## Geschichte

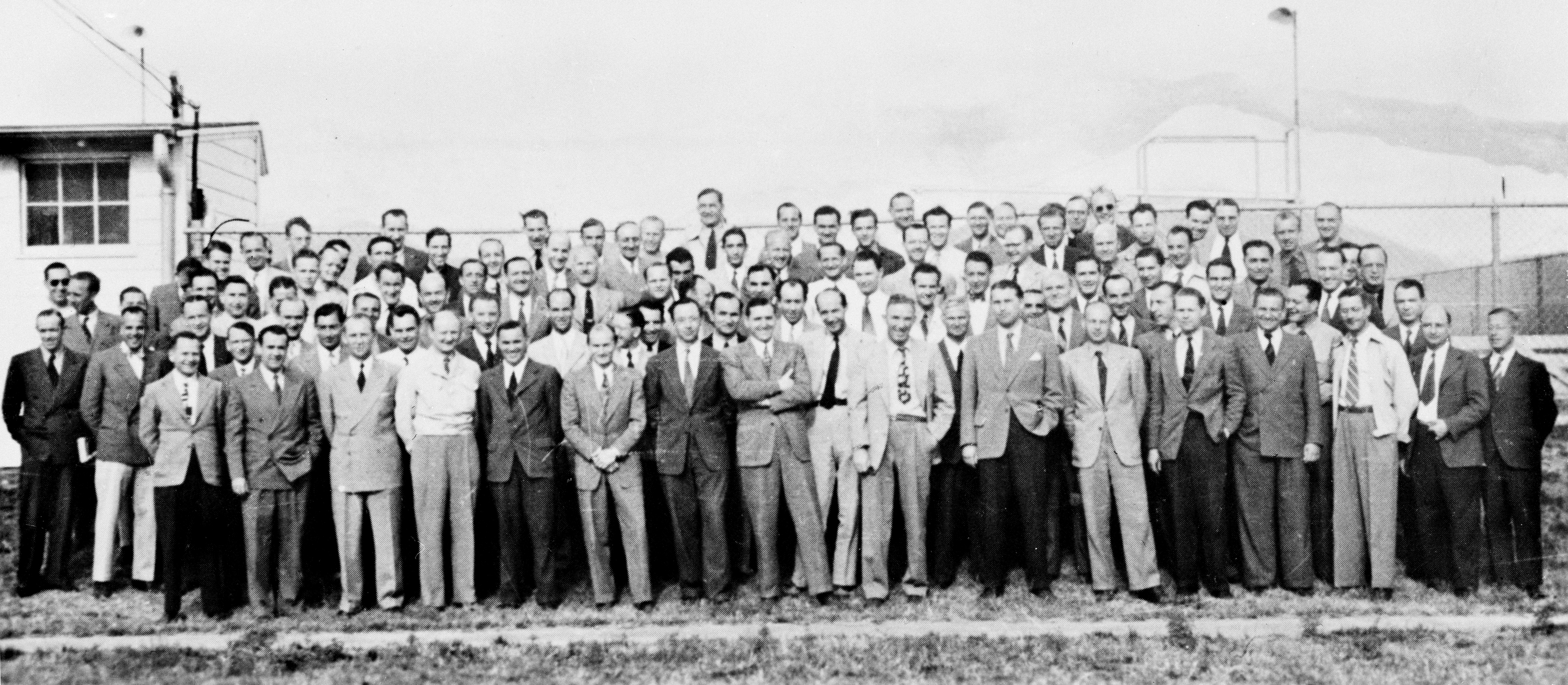
Gruppe von Raketenentwicklern des Project Paperclip

In Fort Bliss wurden nach Ende des Zweiten Weltkriegs in Europa im Rahmen der Operation Overcast (später Project Paperclip) neben erbeutetem Kriegsgerät deutsche Techniker und Wissenschaftler, darunter Wernher von Braun, Konrad Dannenberg, Kurt Debus und Ernst Stuhlinger, für die Entwicklung US-amerikanischer Raketen zusammengezogen.

## Persönlichkeiten
- Frederic W. Boye Jr. (1916–2004), Generalmajor der United States Army, hier geboren